# Tampamolón Corona
Tampamolón Corona är en kommun i Mexiko.   Den ligger i delstaten San Luis Potosí, i den centrala delen av landet, 240 km norr om huvudstaden Mexico City. Antalet invånare är 13 760. Arean är 258 kvadratkilometer.
Terrängen i Tampamolón Corona är platt åt sydost, men åt nordväst är den kuperad.
Följande samhällen finns i Tampamolón Corona:
- Coaxinquila
- Tajinab
- El Naranjo Tayabtzén
- Comunidad el Naranjo
- Tzapuw Já
- Comunidad Tierra Blanca
- Coatixtalab
- Tut Tzen
- Yohuala
- Tamarindo Huasteco
- Teaxil
- Coaxocoyo
- Pucté
- Paxquid
- C'oyob Tújub
- Mancornadero
- Punchumu
- San José de la Cruz
- San Bartolo
- La Palizada
- Arroyo Grande
- El Chuche
- Ejido el Puente
- Poyquid
- Los Sabinos
- La Candelaria
- Cuatz Ajin
- Colonia González Mazo